# Jorge Román
Jorge Román (nascut a Palo Santo, Província de Formosa) és un actor argentí.
En 2003 va ser nominat al Premi Cóndor de Plata per la seva interpretació d'"El Zapa" a El bonaerense.
El 2019 va protagonitzar el paper del boxador Carlos Monzón a la sèrie de televisió Monzón. Va assumir la interpretació del personatge principal ja entrat en anys, amb problemes d'alcoholisme i violència, a la presó, acusat d'assassinar a la seva última parella Alicia Muñiz; mentre que el jove Monzón, entre les edats de 16 i 32 anys, va ser interpretat per l'actor Mauricio Paniagua. Pel seu paper fou nominat al Premi Platino a la millor interpretació masculina en minisèrie o telesèrie en l'edició de 2019.

## Filmografia
- Sol de otoño (1996)
- Cenizas del paraíso (1997)
- Ángel, la diva y yo (1999)
- Felicidades (2000)
- El bonaerense (2002)
- Potrero (2004)
- La mentira (2004)
- Mi mejor enemigo (2005)
- Nordeste (2005)
- La León (2007)
- Ulises (2011)

## Premis
| Premi         | Categoria                       | Any  |
| ------------- | ------------------------------- | ---- |
| Premi Clarín  | Revelació Masculina en Cinema   | 2002 |
| LesGaiCineMad | Premi del Jurat al Millor Actor | 2008 |